# Alan Schneider
Alan Schneider (12 de diciembre de 1917 - 3 de mayo de 1984), nacionalizado estadounidense, fue un director y productor teatral de más de 100 obras.

## Director de teatro

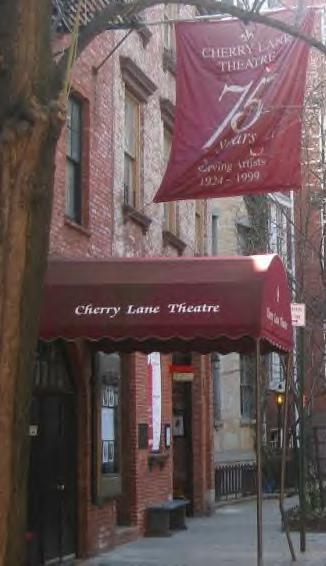
Puerta del teatro Cherry Lane, de Nueva York, donde Alan Schneider estrenó Los días felices de Samuel Beckett

Entre otras muchas obras, puede destacar su labor de director escénico en las siguientes piezas:
De Samuel Beckett, en 1956 dirigió el estreno americano de Esperando a Godot y el 17 de septiembre de 1961 el de Los días felices. Este último estreno tuvo lugar en el teatro Cherry Lane, de Nueva York, con Ruth White en el papel de Winnie (por el cual obtuvo un premio Obie) y John C. Becher como Willie.
Las obras de Edward Albee: ¿Quién teme a Virginia Woolf?, A Delicate Balance y Tiny Alice.
Las de Michael Weller: Moonchildren y Loose Ends.
Las de Harold Pinter: The Birthday Party, The Dumb Waiter y The Collection.
Y la de Bertolt Brecht: Der kaukasische Kreidekreis.

## Docencia
Schneider fue docente en la  Catholic University, en The Juilliard School, y en la  Universidad de California, San Diego; estuvo asociado con Arena Stage durante 30 años; fue codirector artístico del  Acting Company, y en el momento de su muerte era presidente de la board of directors en el Theatre Communications Group.

## Biografía
Durante su vida, Schneider era el director principal de las obras de Samuel Beckett, y existe un matiz beckettiano en la muerte de Schneider. Estando en Londres, Schneider intentó cruzar una calle para enviar una carta a la dirección de Beckett en Francia. Bajándose de la acera, el director (ruso) americano miró a la derecha para ver los vehículos que se acercaban... olvidándose momentáneamente de que los vehículos en Gran Bretaña circulan por su izquierda. Fue golpeado y matado por una motocicleta de reparto. Cuando Beckett conoció las circunstancias de la muerte de Schneider, expresó la esperanza que Schneider podría haber estado teniendo la intención de enviar cartas a varios destinatarios, más bien que haber dado un paso en la calle únicamente para el bien de Beckett.
Después de su muerte en 1984, fue creada la Fundación en memoria de Alan Schneider, por iniciativa de la TCG, la Acting Company, y la Sociedad de Directores de escena y Coreógrafos. Los beneficios de la Fundación van destinados al Premio Alan Schneider de dirección, que proporciona la difusión nacional al receptor del premio así como una partida para apoyar actividades expresamente vinculadas al desarrollo del arte de dirección. Entre los ganadores del Premio Alan Schneider de dirección están: Mark Brokaw, Peter C. Brosius, Kyle Donnelly, Henry Godinez, Nancy Keystone, Roberta Levitow, Carlos Newell, Roman Paska, María B. Robinson, David Saint y Darko Tresnjak.

## Filmografía

### Cine
- Samuel Beckett / Alan Schneider: Film. 1964, 35 mm, b/n, sonido, 22' (guion de Samuel Beckett, actor principal Buster Keaton).

A Alan Schneider le debemos la última aparición en público de Buster Keaton. Fue, en el año 1965, en el festival de Venecia, cuando presentó la que sería la última película del actor, Film. En esta ocasión, por primera vez en su vida, protagonizó un drama. Fue ovacionado por el público.
La primera proyección pública de la cinta tuvo lugar en el "Evergreen Theatre" de Nueva York, en 1968.